# Paul Schmidhalter

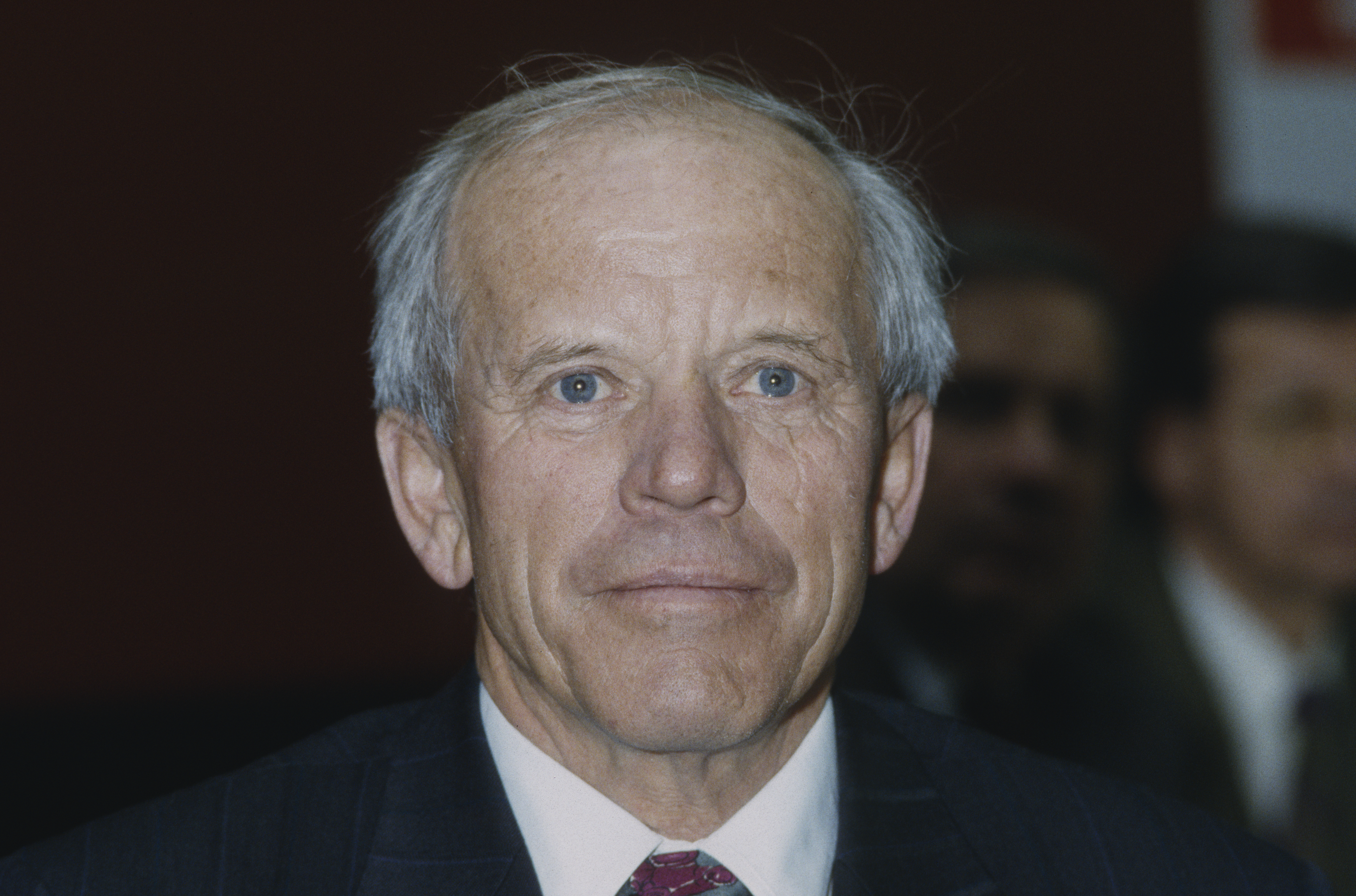
Paul Schmidhalter (1993)

Paul Schmidhalter (* 12. Januar 1931 in Brig; † 23. August 2005 in Montana; heimatberechtigt in Brig-Glis) war ein Schweizer Politiker (CVP). Im Amtsjahr 1992/93 war er Nationalratspräsident.

## Biografie
Nach der Matura studierte er Ingenieurwissenschaften an der ETH Zürich. 1967 gründete er sein eigenes Unternehmen.
Seine politische Karriere begann Schmidhalter im Jahr 1972, als er in den Grossen Rat des Kantons Wallis gewählt wurde. Er hatte zwölf Jahre lang Einsitz in diesem Amt und galt als rebellisch, dynamisch und rauflustig. Zum Teil widersetzte er sich seiner eigenen Partei. 1981 kandidierte er bei den Walliser Staatsratswahlen mit einem Sozialdemokraten auf einer gemeinsamen Liste. Das Resultat war äusserst knapp, Schmidhalter wurde aber nicht gewählt.
Am 28. November 1983 wurde Schmidhalter in den Nationalrat gewählt, wo er etwas ruhiger politisierte. Er setzte sich vor allem für die alpinen Bahntunnels und die Öffnung des Kantons Wallis ein. Im Amtsjahr 1992/93 war er Nationalratspräsident. Auf den 3. Dezember 1995 gab er seinen Rücktritt aus dem Parlament bekannt, er verfolgte aber seine Anliegen weiterhin.
Im Alter von 74 Jahren verstarb Schmidhalter an Krebs. Er war verheiratet und hatte drei Kinder.

## Politische Ämter
- Stadtrat von Brig-Glis (1973–1983)
- Grossrat (1973–1985)
- Nationalrat (1983–1995)